# فرودگاه جان دور پریری
فرودگاه جان دور پریری (به انگلیسی: John D'Or Prairie Aerodrome) یک فرودگاه خصوصی است که یک باند فرود چمن دارد و طول باند آن ۱۰۲۴ متر است. این فرودگاه در کشور کانادا قرار دارد و در ارتفاع ۲۹۰ متری از سطح دریا واقع شده‌است.